# Phong Đức Di
Phong Đức Di (568 - ngày 18 tháng 7 năm 627), tên thật là Phong Luân, tự là Đức Di, thụ tước Mật Mục Công, người đời thường biết về ông qua cái tên "Đức Di" hơn tên thật của ông. Ông nổi danh vì trải qua hai triều đại khác nhau liên tục mà vẫn nắm giữ được chức vụ quan trọng của cả triều Tùy và triều Đường. Thời nhà Tùy, ông là một đại thần quan trọng và sau đó qua thời Đường thì trở thành tể tướng. Ông phục vụ cho cả hai đời vua đầu tiên của nhà Đường là Đường Cao Tổ và Đường Thái Tông. Các nhà sử học đánh giá Phong Đức Di là một người biết tùy cơ ứng biến nhưng đồng thời họ cũng chỉ trích Đức Di vì thói nịnh bợ và hay làm mọi cách để làm vừa lòng các vị vua mà ông đã phò tá nhằm với mục đích để họ chú ý đến mình nhiều hơn.

## Thân thế
Phong Đức Di sinh vào năm 568, ông là cháu nội của Phong Long Chi (封隆之), người giữ chức Thái bảo trong triều Bắc Tề. Còn cha ông, Phong Tử Tú  (封子繡), là Thứ sử Hoắc Châu triều Bắc Chu. Cha ông bị võ tướng nhà Trần là Ngô Minh Triệt bắt sống trong một trận chiến vào khoảng năm 573 lúc quân của Ngô Minh Triệt đang thực hiện chiến dịch tấn công vào lãnh thổ của Bắc Tề. Sau khi Bắc Chu tiêu diệt Bắc Tề vào năm 577, Phong Tử Tú tẩu thoát lên phía bắc được Tùy Văn Đế phong làm Thứ sử, lúc này Tùy Văn Đế đã soán ngôi của triều Bắc Chu và triều Tùy đã được kiến lập ở miền bắc vào năm 581. Mẹ của Phong Đức Di là Lư thị, là em gái của Lư Tư Đạo, giữ chức Thái thú Vũ Dương. Thời Phong Đức Di còn niên thiếu, Lư Tu Đạo mỗi lần đề cập đến Đức Di thường nói rằng: "Đứa trẻ này thông minh hơn người, sau này tất làm đến khanh tướng."

## Dưới thời Tùy Văn Đế
Vào năm 589, quân của Tùy Văn Đế tiêu diệt triều Trần ở phía nam và hoàn thành việc thống nhất Trung Quốc. Vào năm 590, nhiều người ở Giang Nam tỏ ra không hài lòng với hệ thống của pháp luật của triều Tùy nên họ đã thực hiện những cuộc nổi loạn ở lãnh thổ thuộc triều Trần cũ, Tùy Văn Đế thấy vậy liền cử Đại tướng quân Dương Tố trấn áp nổi loạn. Dương Tố liền cho Phong Đức Di đi theo mình để cùng lo việc quân. Lúc hành quân Đức Di tí nữa thì bị chết đuối nhưng sau khi thoát được thì lại tỏ ra điềm tĩnh vô cùng và Dương Tố đã rất ấn tượng trước sự điềm tĩnh đó của Đức Di. Sau khi dẹp được phản loạn ở Giang Nam, Dương Tố được phong làm Thượng thư Hữu bộc xạ và ông giữ Đức Di lại như một mưu sĩ của mình.
Năm 593, phụng mệnh Tùy Văn Đế, Dương Tố cho tiến hành xây cung Nhân Thọ (仁壽宮, tương ứng với vị trí hiện giờ ở Bảo Kê, Thiểm Tây). Phong Đức Di cũng giúp Dương Tố thực hiện công trình này và cung Nhân Thọ được xây dựng vô cùng tráng lệ, nhưng đổi lại là rất nhiều người đã chết trong lúc thực hiện công trình này cùng với chi phí của nó. Cung Nhân Thọ được hoàn thành vào năm 595, Tùy Văn Đế đến xem công trình này và tỏ ra không được vui, ông đã quở trách Dương Tố tại sao lại lãng phí nhân mạng và tiền của để xây dựng một nơi hoành tráng như vậy. Dương Tố sợ Tùy Văn Đế sẽ trừng phạt mình, nhưng Phong Đức Di đã dự đoán Hoàng hậu sẽ đến cung Nhân Thọ và Văn Đế sẽ không những không trách cứ Dương Tố mà ngược lại còn ban thưởng cho ông. Và điều đó đã xảy ra đúng hệt như những gì Phong Đức Di dự đoán. Dương Tố liền hỏi tại sao Phong Đức Di có thể đưa ra dự đoán chính xác như vậy, ông trả lời:
Bệ hạ vốn là người có đức tính tiết kiệm, hiển nhiên là người sẽ không cảm thấy hài lòng khi trông thấy một cung điện xa hoa như thế này. Tuy vậy Bệ hạ lại rất nghe lời Hoàng hậu. Hoàng hậu là phụ nữ, mà phàm là phụ nữ thì thường thích những thứ lộng lẫy. Và thế là tôi đoán rằng nếu cung điện này có thể khiến Hoàng hậu cảm thấy hài lòng thì bà ấy sẽ thay đổi tâm trạng của Bệ hạ.
Dương Tố nghe vậy thì lại càng thêm nể phục Đức Di. Trong triều, Dương Tố tỏ ra mình là một người cao ngạo và chẳng xem ai ra gì, nhưng ông lại rất tôn trọng Đức Di và thường hỏi ý kiến của Đức Di về những vấn đề mà ông cảm thấy khúc mắc lúc giải quyết việc chính sự. Dương Tố chạm vào ghế ngồi của mình rồi nói rằng: "Rồi có một ngày vị trí này sẽ thuộc về Phong tiên sinh.", sau đó ông tiến cử Đức Di với Tùy Văn Đế. Tùy Văn Đế liền phong cho Đức Di đảm nhiệm chức Nội sử xá nhân (內史舍人), thuộc Nội sử sảnh (內史省).

## Dưới thời Tùy Dạng Đế
Vào năm 604, Tùy Văn Đế băng hà và ngôi vua được truyền cho Tùy Dạng Đế. Tùy Dạng Đế giao cho Đức Di và Vũ Văn Khải (宇文愷) phụ trách việc xây dựng cung điện chính tại Đông Đô Lạc Dương, Hiển Nhân Cung (顯仁宮), và họ đã thực hiện công việc này rất xuất sắc. Mặc dù vậy, Đức Di không được thăng chức và vẫn là Nội sử xá nhân cho đến năm 617.
Vào khoảng năm 617, ông trở thành mưu sĩ thân cận và phục vụ dưới trướng của Nội sử thị lang Ngu Thế Cơ. Vì Thế Cơ không quen với chuyện công vụ nên ông giao lại mọi chuyện cho Đức Di xử lý, hơn nữa Đức Di cũng quá quen xử lý chuyện công vụ nên Thế Cơ hoàn toàn đặt niềm tin vào ông. Những chiếu lệnh được Đức Di soạn thảo đều hướng đến mục đích là làm vừa lòng Tùy Dạng Đế. Không những thế, Đức Di còn chặn không cho những vị quan có ý kiến trái ngược với Tùy Dạng Đế được dâng sớ lên nói về tình hình hiện tại của triều Tùy. Ngoài ra, ông còn tỏ ra là một người rất nghiêm khắc trong việc áp dụng các hình luật và thường giảm phần thưởng với các vị quan có đóng góp trong triều. Chính vì thế mà trong Cựu Đường thư, Đức Di đã bị các học giả chỉ trích do chính các hành động của ông mà Tùy Dạng Đế ngày càng tin yêu Ngu Thế Cơ hơn và góp phần khiến cho chính quyền nhà Tùy càng ngày càng bại hoại.
Vào mùa xuân năm 618, triều Tùy bị cuốn vào những cuộc khởi nghĩa của nông dân. Tùy Dạng Đế, lúc này đang ở Giang Đô (江都, Dương Châu, Giang Tô ngày nay), đã bị Vũ Văn Hóa Cập lật đổ. Sau khi quân lính của Vũ Văn Hóa Cập bao vây Tùy Dạng Đế trong cung điện, Vũ Văn Hóa Cập liền yêu cầu Đức Di kể tội của Tùy Dạng Đế. Tùy Dạng Đế liền nói với Đức Di: "Phong Đức Di, ngươi là một người đọc sách thánh hiền. Tại sao chuyện đại nghịch bất đạo như vậy mà ngươi cũng đồng ý thực hiện?". Đức Di vì quá xấu hổ nên đã lui ra phía sau để tránh ánh mắt của Tùy Dạng Đế. Vũ Văn Hóa Cập sau đó ra tay giết Tùy Dạng Đế và đưa người cháu ruột của ông là Tần Vương Dương Hạo lên nối ngôi.

## Dưới thời Đường Cao Tổ
Vũ Văn Hóa Cập sau đó rời khỏi Giang Đô và dẫn Kiêu Quả quân (驍果) trở về phương Bắc. Vũ Văn Hóa Cập liền phong cho Đức Di nắm giữ vị trí cao nhất của Nội sử lệnh (内史令) và Đức Di giữ chức quan này cho đến khi Vũ Văn Hóa Cập hạ độc giết chết Dương Hạo và xưng làm hoàng đế của nước Hứa tại Liêu Thành (聊城), tỉnh Sơn Đông.
Vũ Văn Hóa Cập sau đó liên tục bị các thủ lĩnh của các nhóm quân khởi nghĩa khác như Ngụy công Lý Mật, Lý Thần Thông (李神通), Hạ vương Đậu Kiến Đức đánh bại, chính những sự kiện trên đã khiến Phong Đức Di trở nên dao động và ông tính đường thoát ly khỏi Vũ Văn Hóa Cập. Đức Di liền đến lân la với Vũ Văn Sĩ Cập và gợi ý cho Sĩ Cập rằng ông hãy xin phép Vũ Văn Hóa Cập rời khỏi Liêu Thành để thu thập lương thảo tiếp tế cho quân đội. Vũ Văn Hóa Cập đồng ý để cho Phong Đức Di và Vũ Văn Sĩ Cập rồi khỏi Liêu Thành. Vào năm 619, sau khi Đậu Kiến Đức chiếm được Liêu Thành, Vũ Văn Hóa Cập đã bị giết. Vũ Văn Sĩ Cập và Phong Đức Di sau đó đến lãnh thổ của nhà Đường để lánh nạn. Đường Cao Tổ vì nể trọng Đức Di lúc ông còn làm quan cho triều Tùy nên tiếp tục cho ông giữ chức Nội sử xá nhân, sau đó Đường Cao Tổ tiếp tục thăng chức cho ông làm Nội sử thị lang. Tể tướng Tiêu Vũ vì ấn tượng với tài năng của Đức Di nên tiếp tục đề bạt ông với Đường Cao Tổ và vào năm 620, Đức Di được phong làm Trung Thư Lệnh (中書令) - nhà Đường cải Nội sử tỉnh thành Trung thư tỉnh; chức Nội sử lệnh thành Trung thư lệnh. Như vậy là Đức Di vừa đến triều Đường không bao lâu mà đã nắm giữ chức vị tối cao.
Sau đó vào năm 620, Đường Cao Tổ cử con trai mình là Tần Vương Lý Thế Dân đem quân tấn công nước Trịnh của Vương Thế Sung. Đức Di đi theo Lý Thế Dân với vai trò là mưu sĩ. Năm 621, Vương Thế Sung  tìm đến sự trợ giúp của Đậu Kiến Đức và Đường Cao Tổ nghĩ rằng Lý Thế Dân khó mà thắng được nên đã bí mật hạ lệnh lui quân. Nhưng thay vì rút quân, Lý Thế Dân liền cho Phong Đức Di về Trường An và thuật lại tình hình hiện giờ với Đường Cao Tổ. Theo Phong Đức Di, Vương Thế Sung đang ở trong tình cảnh rất ngặt nghèo nhưng nếu lúc này không xuất quân đánh thì sau này ắt trở thành mối họa về sau. Đường Cao Tổ thấy Đức Di nói có lý nên đã chấp thuận cho phép Lý Thế Dân tiếp tục đóng quân ở đất Trịnh. Lý Thế Dân sau đó đã đánh bại và bắt sống Đậu Kiến Đức, Vương Thế Sung kinh hãi liền ngay lập tức đầu hàng, hai thế lực đối trọng với nhà Đường đều bị tiêu diệt trong một trận đánh duy nhất. Hài lòng trước chiến thắng của Lý Thế Dân, Đường Cao Tổ khen ngợi Đức Di và ví ông như Tể tướng Trương Hoa của nhà Tấn, người đã khuyên Tấn Vũ Đế tiến quân tiêu diệt Đông Ngô. Vì những đóng góp đó nên Đức Di được phong là Bình Nguyên Huyện Công và tiếp tục phục vụ dưới trướng của Lý Thế Dân.
Lúc này, sự cạnh tranh quyền lực giữa Lý Thế Dân và anh trai của ông là Lý Kiến Thành đang diễn ra rất gay gắt. Trong khoảng thời gian phục vụ dưới trướng của Lý Thế Dân, Phong Đức Di thường xuyên đưa ra rất nhiều cách để Thế Dân có thể đoạt lấy vị trí Thái tử từ người anh trai của mình, nhưng cùng lúc đó ông cũng qua lại với Lý Kiến Thành và Tề vương Lý Nguyên Cát, người cũng đang ủng hộ cho Lý Kiến Thành. Trong cuộc đấu đá quyền lực này, Phong Đức Di đều cùng giúp cho cả Lý Thế Dân và Lý Kiến Thành mà cả hai phía đều không biết mức độ liên quan của ông trong chuyện này.
Năm 623, ngoài chức vụ hiện có, Đức Di được kiêm nhiệm thêm chức Lại bộ Thượng thư. Ông được khen ngợi do đã đảm đương rất tốt công việc ở những vai trò này. Năm 624, khi chuyện Lý Kiến Thành trưng dụng binh lính trái quy định bị bại lộ và tổng quản Khánh châu Dương Văn Cán (楊文幹) vì hoảng sợ mà làm phản, Đường Cao Tổ phái Thế Dân xuất binh đi đánh Dương Văn Can, hứa với Lý Thế Dân nếu thắng sẽ lập Thế Dân làm thái tử và giáng Lý Kiến Thành làm Thục vương. Tuy nhiên đến khi Lý Thế Dân đem quân rời đi, Lý Nguyên Cát cùng các phi tần của Đường Cao Tổ và Đức Di đã nói giúp cho Lý Kiến Thành, Đường Cao Tổ cũng cảm thấy Lý Kiến Thành không có ý mưu phản, hành động trưng binh này chủ yếu để đối phó với Tần vương phủ nên đã thay đổi ý định, phóng thích Lý Kiến Thành và cho phép ông trở về Trường An, vẫn giữ tước vị Thái tử. Năm 625, Phong Đức Di được phong làm Đạo Quốc công (道国公), tước hiệu này sau đó được đổi thành Mật Quốc công (密国公).

## Dưới thời Đường Thái Tông
Năm 626, Lý Thế Dân lo sợ mình sẽ dần dần mất hết quyền lực và bị Lý Kiến Thành sát hại, đã phục kích và giết Lý Kiến Thành và Lý Nguyên Cát tại Huyền Vũ môn. Thế Dân sau đó ép Đường Cao Tổ phong mình là Thái tử rồi nhường ngôi cho mình. Sau khi lên ngôi, Đường Thái Tông tiến hành sửa sang lại chính sự và điều đầu tiên ông làm là tinh giản lại bộ máy nhà nước. Lúc này cả Tiêu Vũ và Đức Di đều là Thượng thư tỉnh (尚書省) với tước hiệu là Thượng thư bộc xạ (尚書僕射). Tuy vậy, cả hai sau đó lại trở mặt thành thù vì thái độ hay thay đổi của Phong Đức Di. Thường trước mỗi buổi thiết triều, Tiêu Vũ và Phong Đức Di thường đồng ý với nhau về những vấn đề quan trọng nhưng sau đó trước mặt Đường Thái Tông thì Đức Di lại thay đổi ý kiến của mình và điều này khiến Tiêu Vũ rất không bằng lòng. Tiêu Vũ vì quá tức giận với Phong Đức Di nên ông đã dâng tấu lên Đường Thái Tông kể tội Đức Di. Nhưng Đường Thái Tông vì trước đó không hài lòng với Tiêu Vũ vì lúc thượng triều ông hay có những ý kiến trái ngược và thường xảy ra tranh cãi với Phòng Huyền Linh và Đỗ Như Hối, nên Tiêu Vũ ngay lập tức bị bãi chức.
Năm 627, Đức Di ngã bệnh khi đang xử lý công vụ và Đường Thái Tông đã thân hành đến thăm ông rồi sai người dùng xa giá đưa ông về phủ của mình. Phong Đức Di qua đời không lâu sau đó và Đường Thái Tông đã truy tặng ông tước hiệu cao quý Tư không (司空), đồng thời kèm với Thụy hiệu là Minh (明, nghĩa là "Sáng suốt").
Lúc Phong Đức Di qua đời, Đường Thái Tông không hề biết chuyện Đức Di đã qua lại với cả ông và Lý Kiến Thành trong thời gian xảy ra tranh chấp quyền lực, nhưng sau khi xem qua những tài liệu lưu trữ trong cung thì ông đã dần nhận ra điều này. Năm 643, khi chuyện Phong Đức Di đã qua lại với cả hai bên đã quá rõ ràng, Thị ngự sử Đường Lâm (唐臨) đã dâng tấu yêu cầu thu hồi lại tước hiệu của Đức Di. Tiếp đó một vị quan khác là Đường Kiệm (唐儉) khuyên Đường Thái Tông rằng lúc còn sống Phong Đức Di cũng đã có đóng góp nhất định cho triều đình vậy nên tước hiệu thì giữ lại và chỉ thu hồi Thụy hiệu, Đường Thái Tông thấy có lý nên đã làm theo. Thế là, Đường Thái Tông đã cải Thụy hiệu của Đức Di từ Minh sang Mục (繆, nghĩa là "Giả dối").